# Богослужбене књиге
Богослужбене књиге су део богослужбених предмета без којих је православно богослужење незамисливо. Од времена светог Саве богослужбене књиге у Српској православној цркви писане су на српском књижевном језику тог времена и зову се Србуље. У тешким временима богослужбене књиге су у Србију стизале из Русије штампане на црквено - словенском језику, а данас се већина преводи на савремени српски језик. Вековима су богослужбене књиге преписиване и са украшаване у српским манастирима, тако да многе од њих представљају и ремек-дела ликовне уметности.

## Врсте
Током богослужења свештенослужитељима су неопходне црквене богослужбене њиге, које се деле се на свештене (делове Светог писма) који се читају на богослужењима: Јеванђеље (сва четири јеванђеља подељена на делове за читање-зачала), Апостол (дела светих апостола и све апостолске посланице), Псалтир (150 псалама), и  све остале богослужбене књиге.
| Назив црквене књиге   | Намена |
| --------------------- | --- |
| Јеванђеље             | Свештена књига која садржи повести четворице јеванђелиста (Матеја, Марка, Луке и Јована). Прилагођена је свакодневном читању на богослужењима (бденију, Литургији, молебану и сл.), током читаве године. |
| Апостол               | Књига која садржи Дела апостолска и Посланице апостола, али нема Откривење. Као и Јеванђеље, осим глава и стихова има и зачала, намењена читању за све дане у недељи, за празнике и Велики пост, као и у другим одређеним приликама. |
| Псалтир               | Користи се на свим црквеним богослужењима. Из Псалтира се читају час поједини стихови, час са нарочитим циљем изабрани читави псалми, час неколико псалама у низу. Псалтир садржи 150 псалама и за богослужбену употребу подељен је на 20 катизама (сједалних), која се завршавају песмом „Слава Оцу и Сину и Светоме Духу“.                                                                            |
| Каноник               | Намењен је онима који се припремају за Свето Причешће. |
| Служебник             | У њему се налазе непроменљиве молитве које су свештенослужитељима неопходне за вечерње и јутрење молитве и Литургију Светог Јована Златоустог, Светог Василија Великог и Светог Григорија Двојеслова. |
| Часослов              | Поредак свих служби у току дана ова књига осим Литургије; садржи непроменљива молитвословља која су свакодневно неопходна за чтечеве и појце. Службе су у часослову распоређене према дневном редоследу богослужења: полуноћница, јутрење, часови, вечерње и повечерје. Часослов садржи још и чинове и молитве за извесна дневна богослужења, као и тропаре, кондаке, богородичне, акатисте и причасне. |
| Типик                 | У нњему се излаже редослед и начин вршења црквених служби. Он је попут Црквеног Устав којим се руководе свештенослужитељи у конкретним богослужбеним ситуацијама (нпр. приликом спајања различитих празника). |
| Требник               | Неопходан је свештенству приликом савршавања Светих Тајни (изузев освећења Дарова) и приликом вршења других појединачних обреда. У неким требницима постоје и службе за друге потребе: благосиљање кољива, оснивање дома, освећење надгробног крста, почетак сетве... |
| Књига молебних песама | Садржи поредак молебана у разним приликама, и радосним и тужним. |
| Минеј месечни         | Ова књига за сваки дан у месецу садржи молитве и песме посвећене Светитељу који се тога дана празнује, или садржи свечану службу за. Како година има дванаест месеци а Господњи односно Богородичин празници падају у одређени дан у месецу, постоји дванаест књига Минеја за дванаест месеци. |
| Минеј општи           | Овај минеј је замена и на известан начин допуна Месечних минеја. Он садржи празнични поредак у част сваког чина или целе групе Светих. У њему се налазе опште службе за празнике, претпразништво и попразништво у част Спаситеља, Мајке Божије, Часног и Животворног Крста, Светих анђела и Претече Господњег.                                                                                          |
| Триод                 | Чине га две богослужбене књиге које су везане за круг покретних празника. Реч „триод“ је грчког порекла и значи трипјеснец. Триод је првобитно садржао непотпуне каноне од три песме (одатле и његов назив). |
| Октоих                | Октоих или „осмогласник“, је црквено-богослужбена књига која садржи променљиве делове недељних и дневних служби у осам гласова (напева). Октоих садржи допуне Часослова и Служебника за сваки дан. |
| Ирмологиј             | Књига у којој се налазе ирмоси за целу годину. Ирмос представља почетну строфу сваке песме у канону. У Ирмологију сви ирмоси су распоређени по редоследу од првог до осмог гласа. |